# المعطي بنقدور
المعطي بنقدور (1947، أولاد حريز، إقليم سطات) سياسي مغربي وهو أيضا رجل أعمال في الميدان الفلاحي. ترأس فريق التجمع الوطني للأحرار بمجلس المستشارين بين 1997-2008، قبل أن يتولى ابتداء من أكتوبر 2008 رئاسة «فريق التجمع والمعاصرة»، الذي جمع بين فريق الأصالة والمعاصرة والتجمع الوطني للأحرار بمجلس المستشارين. وبعد وفاة مصطفى عكاشة، خلفه بنقدور في منصب رئيس مجلس المستشارين.

## مسيرته
ولد بمنطقة أولاد حريز، وتلقى تعليمه الابتدائي في سطات، ثم تابع دراسته الثانوية في الدار البيضاء. وفي فاس، تلقى تعليمه الجامعي، قبل أن يلج المدرسة العليا للأساتذة بنفس المدينة، ليتخرج منها رجل تعليم عام 1973. وهو حاصل على الإجازة في الأدب العربي حيث اشتغل أستاذا للتعليم الثانوي، وهو أيضا رجل أعمال في الميدان الفلاحي. وعين عضوب بالمجلس الأعلى للتعليم، والمعطي بنقدور متزوج وأب لأربعة أبناء.

### مسيرته السياسية
دخل بن قدور في عالم السياسة منذ عام 1976، عندما خاض الانتخابات الجماعية وأصبح رئيسا لجماعة جاقمة في إقليم سطات، وفي عام 1984 خاض الانتخابات البرلمانية، حيث فاز بمقعد عن جهة الشاوية ورديغة، إلى عام 1992. وفي عام 1997، خاض الانتخابات التشريعية ليصبح مستشارا بالغرفة الثانية للبرلمان، علاوة على عضويته بالمجلس الجهوي لجهة الشاوية ورديغة منذ تلك السنة. وفي 2008 أصبح رئيس فريق التجمع والمعاصرة، الذي يجمع بين فريق الأصالة والمعاصرة لحزب فؤاد عالي الهمة، والتجمع الوطني للأحرار لمصطفى المنصوري. إلى جانب ترؤسه للجنة الموارد البشرية التابعة لمجلس الشورى المغاربي. كما أن بنقدور عضو المكتب التنفيذي لحزب التجمع الوطني للأحرار رئيس لجنة القطاعات الانتاجية الخاصة بالحزب. وشغل كرئيس على اللجنة الدائمة للبذور بوزارة الفلاحة والصيد البحري. سطع نجمه بعد وفات رئيس مجلس المستشارين والرجل الثاني في التجمع الوطني للأحرار مصطفى عكاشة، فأصبح بن قدور يحتل مكانة عكاشة داخل التجمع، وخلفه سنة 2009 على رئاسة مجلس المستشارين. اقترح بن قدور إنشاء قناة برلمانية، مع العلم أنه مدير تحرير جريدة «الفلاح».